# Heilles
Heilles är en kommun i departementet Oise i regionen Hauts-de-France i norra Frankrike. Kommunen ligger i kantonen Mouy som tillhör arrondissementet Clermont. År 2022 hade Heilles 649 invånare.

## Befolkningsutveckling
Antalet invånare i kommunen Heilles
| Referens: INSEE |